# پورتوان
پورتوان (به انگلیسی: Porthtowan) یک روستا در بریتانیا است که در سنت اگنس، کورن‌وال واقع شده‌است.